# Fernando (sång)
Fernando är en sång skriven av Björn Ulvaeus, Benny Andersson och Stikkan Anderson. Den utgavs först av Anni-Frid Lyngstad med svensk text och därefter av popgruppen Abba med engelsk text. 
Abba släppte Fernando enbart som singel och den är en av få av gruppens sånger som inte togs med på ett studioalbum under deras faktiska karriär. Dock togs sången med på den australiska och nyzeeländska utgåvan av det kommande albumet Arrival. Den togs även med på samlingsalbumet Greatest Hits när detta släpptes internationellt  1976.
I radioserien Den svenska musikhistorien analyseras låten Fernando ingående i avsnittet om Abba. Bland annat hävdas att Abba här delvis bemöter kritiken från vänster att inte bry sig om politik och förtryck. Men i programmet hävdas också felaktigt att det är Agnetha Fältskog som är försångerska.

## Historik
Inspelningen av Fernando påbörjades i Glen Studio i augusti 1975 efter att Andersson och Ulvaeus skrivit sånger i sin låtskrivarstuga på Viggsö i Stockholms skärgård. Arbetsnamnet på demoinspelningen var Tango. Sången fick snart en svensk text av Stikkan Anderson. Större delen av studioarbetet hösten 1975 ägnades åt att spela in sånger för Lyngstads soloalbum Frida ensam. Efter några veckors arbete med Fernando påbörjades en engelskspråkig version som var avsedd för Abba. Bägge versionerna av Fernando bygger på samma musikbakgrund, endast de sjungna partierna skiljer sig från varandra. 
Den svenskspråkiga versionen låg från 20 december 1975 på Svensktoppen i totalt elva veckor, varav den låg på förstaplatsen i nio.
Abba:s engelskspråkiga version släpptes i början av 1976 med B-sidan Hey, Hey, Helen.
Abba framförde sången live under sin världsturné 1977 och framträdandet filmades till långfilmen Abba – the Movie, som hade premiär 1977.
1976 spelade gruppen in en ny text till sången för användning i reklamfilmer för företaget Matsushima och deras märke National.
I musikalen Mamma Mia! (premiär 1999) framförs några få ord ur texten av karaktären Donna. Sången skulle ursprungligen ha varit med som ett dansnummer i en taverna, men sången utelämnades innan premiären, då den inte ansågs föra handlingen framåt. I filmen med samma namn nynnar Meryl Streep, som spelar Donna, helt kort på sången.

## Singelframgång
Singeln Fernando (omslagsfoto) var en av Abba:s största hitlåtar i Europa. Den toppade den västtyska listan i sju veckor, den brittiska listan i fyra veckor och den belgiska listan i tre veckor. Singeln gjorde ännu större succé i Australien, där gruppen var mycket populära vid denna tid och singeln toppade listorna i ett ännu (2014) rådande rekord; 14 veckor. Fernando stormade fram på listorna och toppade dem i Österrike, Irland, Mexiko, Nya Zeeland, Sydafrika, Schweiz och Nederländerna. Singeln klättrade till andraplats i Kanada, Rhodesia, Norge och Sverige samt nummer tre i Spanien, nummer fem i Frankrike och nummer sex i Italien. 
I USA, som traditionellt var en tämligen trög marknad för gruppen, lyckades Fernando ta sig till plats 13 på Billboard Hot 100. 

### Listplaceringar
| Lista (1976)              | Topplacering |
| ------------------------- | ------------ |
| Australiska singellistan  | 1            |
| Österrikiska singellistan | 1            |
| Belgian singellistan      | 1            |
| Brittiska singellistan    | 1            |
| Kanadensiska singellistan | 2            |
| Nederländska singellistan | 1            |
| Finländska singellistan   | 2            |
| Franska singellistan      | 1            |
| Västtyska singellistan    | 1            |
| Ungernska singellistan    | 1            |
| Irländska singellistan    | 1            |
| Italienska singellistan   | 6            |
| Nyzeeländska singellistan | 1            |
| Mexikanska singellistan   | 1            |
| Norska singellistan       | 2            |
| Spanska singellistan      | 3            |
| Svenska singellistan      | 2            |
| Schweiziska singellistan  | 1            |
| Rhodesiska singellistan   | 2            |
| US Billboard Hot 100      | 13           |

## Coverversioner
- 1976 spelade den svenska sångerskan Lena Andersson in en tyskspråkig version av sången.
- Det svenska dansbandet Sten & Stanley spelade in en cover på den svenskspråkiga versionen av sången till sitt album Bella Bella 1976.
- Den svenska sångerskan Lotta Engberg har spelat in en cover på den svenskspråkiga versionen av sången. Året var 1997 då hennes dansband spelade in sången på albumet Tolv i topp.[7]
- Det svenska dansbandet Vikingarna har spelat in en cover på den svenskspråkiga versionen av sången.
- Den amerikanska skådespelerskan/sångerskan Audrey Landers har spelat in en cover på den engelskspråkiga versionen av sången.
- Den tyska eurodancegruppen E-Rotic har spelat in en cover på den engelskspråkiga versionen av sången till deras album Thank You for the Music.
- Den danska duon Olsen Brothers har spelat in en cover på den engelskspråkiga versionen av sången till deras album More Songs 2003.
- Artisten Cher spelade 2018 in en cover till filmen Mamma Mia! Here We Go Again, vilken släpptes samma år.

## Övrigt
- Abba:s originalinspelning hörs i filmerna Priscilla - öknens drottning (1993) och Muriels bröllop (1994).
- I avsnittet That Disco Episode i sitcomserien That '70s Show, sjunger karaktärerna Eric Forman och Donna Pinciotti sången i slutet av avsnittet.
- I avsnittet Water Park i sitcomserien Malcolm in the Middle, dansar karaktären Dewey till sången tillsammans med sin barnvakt.
- Pre-school-musikspecialisterna The Wiggles gör en förmodad referens till sången i Wiggly Safari: en av medlemmarna hör trummor på avstånd, vänder sig till sin spanska vän Fernando och frågar "Can you hear the drums, Fernando?".
- Fernando är också namnet på den fiktiva karaktären Alan Partridges son.